# Helmut Rix
Helmut Rix (4. července 1926, Amberg – 9. července 2004, Freiburg im Breisgau) byl německý jazykovědec a profesor Jazykovědného semináře na Albert-Ludwigs-Universität ve Freiburgu.
Proslavil se zejména svým výzkumem indoevropských jazyků a také etruštiny.